# Trilógia
A trilógia három részből álló regény vagy más irodalmi sorozat, film, videójáték vagy zenei album. Nem minden trilógia indul annak, az idők során fokozatosan készülnek az új részek. De az is lehetséges, hogy egy trilógia negyedik, ötödik résszel is kibővül, ebben az esetben már nem trilógia, hanem tetralógia, pentalógia.

## Híres könyvtrilógiák
- Arany János: Toldi
- Asimov: Alapítvány
- Margaret Weis, Tracy Hickman: Krónikák
- Richard A. Knaak: Ősök háborúja (War of the Ancients)
- Suzanne Collins: Az éhezők viadala
- Mark Lawrence: A széthullott birodalom

Ide sorolható még a Galaxis útikalauz stopposoknak című ötrészes könyvsorozat, melynek negyedik része „trilógia négy részben”, utolsó része pedig „a teljesen pontatlanul elnevezett Útikalauz-trilógia ötödik része” borító-felirattal jelent meg eredetileg.

## Filmtrilógiák
- A Gyűrűk Ura (az eredeti regény nem minősül trilógiának)
- A Keresztapa
- Aladdin-trilógia (Aladdin, Aladdin és Jafar, Aladdin és a tolvajok fejedelme)
- Az oroszlánkirály
- Balto
- Csillagok háborúja – eredeti filmek (Egy új remény, A Birodalom visszavág, A Jedi visszatér)
- Csillagok háborúja – előzményfilmek (Baljós árnyak, A klónok támadása, A Sith-ek bosszúja)
- Csillagok háborúja – folytatás filmek (Az ébredő Erő, Az utolsó Jedik, Skywalker kora)
- Dollár-trilógia (Egy maréknyi dollárért, Pár dollárral többért, A Jó, a Rossz és a Csúf)
- Jurassic Park
- Kung Fu Panda
- Mad Max eredeti filmek
- Madagaszkár
- Mátrix
- Nicsak ki beszél?
- Vissza a jövőbe

## Videojátékok
- Age of Empires - kiadó: Microsoft